# Olof Wadborg
Olof Anshelm Persson Wadborg, född 1 maj 1878 i Vadensjö socken, Malmöhus län, död 10 maj 1945 i Kristianstad, Skåne län, var en svensk musikdirektör.

## Biografi
Wadborg avlade organist- och kyrkosångarexamen i Västerås 1900 samt musiklärarexamen vid Musikkonservatoriet i Stockholm 1903. Han var kantor och organist i Hjärsås församling, Kristianstads län, 1901–06, musiklärare vid folkskolelärarinneseminariet i Strängnäs 1905 och vid högre allmänna läroverket i Kristianstad från samma år, sånglärare vid småskolelärarinneseminariet i Kristianstad från samma år. Han invaldes som associé av Kungliga Musikaliska Akademien 1938.